# Mensch (Album)
Mensch ist das elfte Studioalbum des deutschen Sängers Herbert Grönemeyer. Es erschien im August 2002 bei Grönland Records.
Es gilt als das kommerziell erfolgreichste Album Grönemeyers. Mit über 3,15 Millionen verkauften Exemplaren ist es nach dem Soundtrack zu Dirty Dancing das zweit meistverkaufte Album in Deutschland.
Das Album wurde noch vor der Veröffentlichung aufgrund der Vorbestellungen zum ersten Mal mit Platin ausgezeichnet und erreichte Platz eins der deutschen Albumcharts. Die Single Mensch war der erste Titel Grönemeyers, mit dem er die Position eins der deutschen Singlecharts erreichte.

## Entstehungsgeschichte
Vier Jahre waren seit dem Vorgängeralbum Bleibt alles anders vergangen. Ein halbes Jahr nach dessen Veröffentlichung verstarben ein Bruder Grönemeyers und seine Ehefrau Anna Henkel-Grönemeyer innerhalb weniger Tage, worauf er sich längere Zeit zurückzog. Nach seiner eigenen Aussage begann er wieder mit der Musik, da er befürchtete, auch sie zu verlieren. Mensch wurde für ihn zu einer Hilfe bei der Trauerverarbeitung; so beschäftigen sich die Lieder hauptsächlich mit dem Thema Trauer. Das komplette Album wurde in Grönemeyers damaliger Wahlheimat London, erneut mit Alex Silva, produziert. Der Titel Demo (Letzter Tag) wurde, wie der Titel andeutet, einen Tag, bevor das Album an die Presswerke geschickt wurde, aufgenommen.

## Titelliste
Alle Songs wurden von Herbert Grönemeyer geschrieben, außer Viertel Vor von Herbert Grönemeyer und Alex Silva.
1. Mensch 4:28
2. Neuland 3:40
3. Der Weg 4:20
4. Viertel vor 4:24
5. Lache, wenn es nicht zum Weinen reicht 4:45
6. Unbewohnt 5:06
7. Dort und hier 2:34
8. Blick zurück 5:55
9. Kein Pokal 4:34
10. Zum Meer 5:40
11. Bonustrack: Demo (Letzter Tag) 3:27

Nach dem Song Demo (Letzter Tag) folgt Stille bis 17:30 min. Darauf folgt ein Hidden Track, den Herberts Sohn Felix singt.
Insgesamt wurden vier Singles aus dem Album ausgekoppelt: Mensch, Der Weg, Demo (Letzter Tag) und Zum Meer.

## Tournee
Am 30. August 2002 gelangte das Album Mensch zu den Plattenläden. Ab 2002 tourte Herbert Grönemeyer im Rahmen seiner „Alles Gute von gestern bis Mensch“-Tournee durch Deutschland. Auch in der Stadt seiner Jugend, Bochum, trat und tritt er immer wieder auf, mit dem Album Mensch zuletzt im Ruhrstadion. Eigentlich sollte am 8. Juli 2003 in Montreux das Tournee-Ende stattfinden. Bis dahin sahen 1,5 Millionen Zuschauer die Auftritte. Wegen des großen Erfolges wurde die Tour dann im Juni 2004 mit weiteren acht Terminen fortgesetzt und fand am 8. Januar 2005 im Rahmen der Eröffnungsfeierlichkeiten der heutigen Merkur Spiel-Arena Düsseldorf mit einem dreieinhalbstündigen Konzert nach über zwei Jahren ihren Abschluss.

## Kommerzieller Erfolg

### Chartplatzierungen
| ChartsChartplatzierungen | Höchstplatzierung | Wochen |
| ------------------------ | ----------------- | ------ |
| Deutschland (GfK)        | 1 (96 Wo.)        | 96     |
| Österreich (Ö3)          | 1 (83 Wo.)        | 83     |
| Schweiz (IFPI)           | 1 (76 Wo.)        | 76     |

| ChartsJahrescharts (2002) | Platzierung |
| ------------------------- | ----------- |
| Deutschland (GfK)         | 1           |
| Österreich (Ö3)           | 2           |
| Schweiz (IFPI)            | 4           |

| ChartsJahrescharts (2003) | Platzierung |
| ------------------------- | ----------- |
| Deutschland (GfK)         | 3           |
| Österreich (Ö3)           | 3           |
| Schweiz (IFPI)            | 47          |

| ChartsJahrescharts (2004) | Platzierung |
| ------------------------- | ----------- |
| Deutschland (GfK)         | 86          |
| Österreich (Ö3)           | 69          |

### Auszeichnungen für Musikverkäufe
| Land/Region        | Auszeichnungen für Musikverkäufe (Land/Region, Auszeichnung, Verkäufe) | Verkäufe    |
| ------------------ | ---------------------------------------------------------------------- | ----------- |
| Deutschland (BVMI) | 21× Gold                                                               | 3.150.000   |
| Europa (IFPI)      | 3× Platin                                                              | (3.000.000) |
| Österreich (IFPI)  | 8× Platin                                                              | 240.000     |
| Schweiz (IFPI)     | 5× Platin                                                              | 200.000     |
| Insgesamt          | 1× Gold · 26× Platin ·                                                 | 3.590.000   |